# أندي ويلزي (لاعب كرة قدم)
أندي ويلزي (بالإنجليزية: Andy Welsh)‏ (24 يناير 1983 بمانشستر في المملكة المتحدة - ) هو لاعب كرة قدم بريطاني في مركز الوسط. لعب مع ستوكبورت كونتي وسكونثورب يونايتد وليستر سيتي وماكليسفيلد تاون ونادي بلاكبول ونادي تورونتو ونادي سندرلاند ونادي كارلايل يونايتد ويوفل تاون ونادي اتحاد مانشستر وFarsley Celtic F.C. ‏.

## وصلات خارجية
- أندي ويلزي على موقع الدوري الأمريكي (الإنجليزية)
- أندي ويلزي على موقع قاعدة بيانات كرة القدم.إي يو (الإنجليزية)
- أندي ويلزي على موقع Soccerbase.com (لاعب) (الإنجليزية)
- أندي ويلزي على موقع عالم كرة القدم.نت (الإنجليزية)